# Árnyak (X-akták)
Az amerikai sci-fi sorozat első évadának 6. epizódja.

## Cselekmény
Philadelphia egy félreeső sikátorában két ripacs holttesteket talál azután, hogy egy nőt Lauren Kyte-ot kiraboltak egy pénzautomatánál. Mulder és Scully nyomoz az ügyben, eközben egy ismeretlen szervezet két ügynöke telefonon hívja őket. A megtalált testek elektromos töltéssel rendelkeznek és belül a torkukban törések vannak. Lauren egykori főnöke, Howard Graves halála miatt érzett gyászában felmond, pakolás közben benéz hozzá Robert Dorlund, aki Graves üzlettársa volt. Graves állítólag hetekkel ezelőtt öngyilkosságot követett el.
Mulder és Scully megállapítja, hogy a halottak egyike az Isfahan nevű iszlamista terrorista csoporthoz tartozott. Az ATM videófelvétele alapján képesek nyomon követni Laurent. A videóban a képernyőn megjelenik egy homályos alak, akit Howard Graves-ként azonosítanak. Az ügynökök saját otthonában keresik fel Laurent, aki majdnem mindent letagad, de azt elismeri, hogy a dolog megtörtént vele. A gyilkosságokról azonban semmit sem tud. Távozáskor az ügynökök felfedeznek egy egymagában elhagyatottan álló autót, amely egy másik autónak ütközik. Egy javítóműhelyben semmilyen bizonyítékot nem találnak arra vonatkozólag, hogy rongálás történt volna. Azonban az autóban elektromos töltést észlelnek, lámpája gyújtás nélkül is világít.
Később meglátogatják Graves sírkövét, ahol Mulder és Scully tudomást szerez az öngyilkosságáról. Továbbá, hogy Graves-nek volt egy lánya, aki fiatalkorában halt meg és nagyjából egyidős volt Laurennel. Scully azzal gyanúsítja Gravest, hogy megrendezte saját halálát. Mikor konzultál azzal a patológussal, aki a testet vizsgálta, az elmondja neki, hogy szerveit mások számára ajánlotta fel, ezzel bizonyítva tényleges halálát. Közben Lauren éjszakai látomásai, beleértve, hogy vért lát a fürdőkádban, vezetnek ahhoz a meggyőződéséhez, hogy Gravest meggyilkolták. A búcsúpartiján Dorlund megfenyegeti, aki úgy hiszi olyan bizalmas információk jutottak a birtokába, amelyek őt is érinthetik. Lauren az otthonába hívja az ügynököket, de két bérgyilkos, akiket Dorlund bérelt fel a nő megölésére előbb érnek oda. Éppen mikor Mulder és Scully belépnek, egy láthatatlan erő mindkettőjüket megöli. (Mulder szemtanúja lesz, amint az egyik bérgyilkos teste a levegőben lóg, mint akit felakasztottak.)
Lauren kihallgatja, amint Mulder és Scully két ismeretlen ügynökkel arról beszélnek, hogy Graves és Dorlund vállalata technológiát adott el az Isfahannak. Lauren beismeri Muldernek és Scullynak, hogy ez valóban megtörtént és úgy hiszi, hogy Dorlund ölte meg Gravest. Lauren meghallgatása után újra kezdődnek a kísérteties események. Valamint úgy gondolja, hogy ezeket Graves szelleme idézi elő. Scully, aki óvatos és szkeptikus az ilyen dolgokban, mégis könnyen elfogadja ezt a történetet. Mulder összezavarodott, de miután Lauren távozik, Scully beismeri, hogy csak viccelt. Az ügynökök a vállalat helységeiben kutatnak, de képtelenek bármilyen bizonyítékot találni. Mikor azonban Dorlund egy levélkéssel Laurenre támad, Graves szelleme fogja és letépi a tapétát, felfedve egy lemezt a bizonyítékokkal. Hetekkel később Lauren az új munkahelyére indul, de úgy tűnik, mintha Graves szelleme oda is követné.